# کروناویروس گاویان
کروناویروس گاویان (نام علمی: Bovine coronavirus) نام یک گونه از خانواده کروناویریده است.